# Arquidiócesis de Windhoek
La arquidiócesis de Windhoek (en latín: Archidioecesis Vindhoeken(sis) y en inglés: Roman Catholic Archdiocese of Windhoek) es una circunscripción eclesiástica latina de la Iglesia católica en Namibia, sede metropolitana de la provincia eclesiástica de Windhoek. La arquidiócesis tiene al arzobispo Liborius Ndumbukuti Nashenda, O.M.I. como su ordinario desde el 21 de septiembre de 2004.

## Territorio y organización
La arquidiócesis tiene 560 158 km² y extiende su jurisdicción sobre los fieles católicos de rito latino residentes en la parte centro-septentrional de Namibia, excepto el extremo nordeste.
La sede de la arquidiócesis se encuentra en la ciudad de Windhoek, en donde se halla la Catedral de Santa María.
En 2020 en la arquidiócesis existían 77 parroquias.
La arquidiócesis tiene como sufragánea a la diócesis de Keetmanshoop. El vicariato apostólico de Rundu está agregado a la provincia eclesiástica sin formar parte de ella.

## Historia
La prefectura apostólica de Cimbebasia Inferior fue erigida el 1 de agosto de 1892 con el decreto Quo fructuosius de la Congregación de Propaganda Fide, obteniendo el territorio de la prefectura apostólica de Cimbebasia, a la vez renombrada prefectura apostólica de Cimbebasia Superior.
El 10 de enero de 1921, en virtud del decreto Quo in nonnullis de la Sagrada Congregación de Propaganda Fide, la prefectura apostólica de Cimbebasia Superior tomó el nombre de prefectura apostólica de Cubango y la prefectura apostólica de Cimbebasia Inferior simplificó su nombre a prefectura apostólica de Cimbebasia.
El 11 de mayo de 1926, en virtud del breve Tanquam sublimi del papa Pío XI, la prefectura apostólica de Cimbebasia fue elevada a vicariato apostólico y asumió el nombre de vicariato apostólico de Windhoek.
El 10 de marzo de 1950, debido al decreto Cum in plenariis de la Sagrada Congregación de Propaganda Fide, cedió el territorio de la Franja de Caprivi al vicariato apostólico de Livingstone (hoy diócesis de Livingstone).
El 2 de abril de 1959 cedió una parte de su territorio para la erección de la prefectura apostólica de Bechuanalandia (hoy diócesis de Gaborone) mediante la bula Cum Venerabiles Fratres del papa Juan XXIII.
El 14 de marzo de 1994 cedió otra porción de territorio para la erección del vicariato apostólico de Rundu y al mismo tiempo fue elevada al rango de arquidiócesis metropolitana con la bula Vigili quidem del papa Juan Pablo II.

## Estadísticas
De acuerdo con el Anuario Pontificio 2021 la arquidiócesis tenía a fines de 2020 un total de 303 998 fieles bautizados.
| Año                                                                             | Población            | Población | Población      | Sacerdotes | Sacerdotes    | Sacerdotes    | Bautizados por sacerdote | Diáconos permanentes | Religiosos | Religiosos | Parroquias |
| Año                                                                             | Bautizados católicos | Total     | % de católicos | Total      | Clero secular | Clero regular | Bautizados por sacerdote | Diáconos permanentes | Varones    | Mujeres    | Parroquias |
| ------------------------------------------------------------------------------- | -------------------- | --------- | -------------- | ---------- | ------------- | ------------- | ------------------------ | -------------------- | ---------- | ---------- | ---------- |
| 1950                                                                            | 20 966               | 220 000   | 9.5            | 40         | 1             | 39            | 524                      |                      | 68         | 164        | 8          |
| 1969                                                                            | 81 119               | 550 000   | 14.7           | 54         | 2             | 52            | 1502                     |                      | 96         | 241        | 40         |
| 1980                                                                            | 129 066              | 823 000   | 15.7           | 42         | 2             | 40            | 3073                     | 7                    | 86         | 326        | 42         |
| 1990                                                                            | 219 588              | 1 300 000 | 16.9           | 38         | 4             | 34            | 5778                     | 18                   | 73         | 230        | 31         |
| 1999                                                                            | 166 022              | 1 700 000 | 9.8            | 34         | 9             | 25            | 4883                     | 18                   | 43         | 216        | 36         |
| 2000                                                                            | 176 052              | 1 700 000 | 10.4           | 37         | 7             | 30            | 4758                     | 20                   | 54         | 182        | 61         |
| 2001                                                                            | 181 346              | 1 700 000 | 10.7           | 44         | 12            | 32            | 4121                     | 20                   | 57         | 183        | 61         |
| 2002                                                                            | 233 914              | 1 700 000 | 13.8           | 45         | 12            | 33            | 5198                     | 24                   | 66         | 192        | 61         |
| 2003                                                                            | 239 702              | 1 700 000 | 14.1           | 46         | 12            | 34            | 5210                     | 24                   | 65         | 206        | 63         |
| 2004                                                                            | 246 654              | 1 800 000 | 13.7           | 44         | 12            | 32            | 5605                     | 23                   | 59         | 312        | 61         |
| 2010                                                                            | 278 822              | 2 222 322 | 12.5           | 64         | 18            | 46            | 4356                     | 24                   | 62         | 383        | 71         |
| 2014                                                                            | 297 626              | 2 405 000 | 12.4           | 66         | 21            | 45            | 4509                     | 25                   | 71         | 329        | 72         |
| 2017                                                                            | 293 974              | 2 505 600 | 11.7           | 64         | 15            | 49            | 4593                     | 25                   | 78         | 369        | 76         |
| 2020                                                                            | 303 998              | 2 539 185 | 12.0           | 64         | 20            | 44            | 4749                     | 24                   | 64         | 347        | 77         |
| Fuente: Catholic-Hierarchy, que a su vez toma los datos del Anuario Pontificio. |                      |           |                |            |               |               |                          |                      |            |            |            |

## Episcopologio
- Augustinus Nachtwey, O.M.I. † (diciembre de 1901-1908 renunció)
- Joseph Schemmer, O.M.I. † (enero de 1909-junio de 1909 renunció)
- Eugène Klaeylé, O.M.I. † (18 de diciembre de 1909-10 de enero de 1921 renunció)
- Joseph Gotthardt, O.M.I. † (11 de enero de 1921-20 de marzo de 1961 renunció)
- Rudolf Johannes Maria Koppmann, O.M.I. † (20 de marzo de 1961 por sucesión-29 de noviembre de 1980 renunció)
- Bonifatius Haushiku, I.C.P. † (29 de noviembre de 1980-12 de junio de 2002 falleció)
  - Sede vacante (2002-2004)
- Liborius Ndumbukuti Nashenda, O.M.I., desde el 21 de septiembre de 2004